# دييغو غودوي
دييغو غودوي (بالإسبانية: Diego Godoy)‏ هو لاعب كرة قدم باراغواياني، ولد في 1 أبريل 1992 في أسونسيون في باراغواي. لعب مع Club Sportivo Carapeguá ‏.

## وصلات خارجية
- دييغو غودوي على موقع قاعدة بيانات كرة القدم.إي يو (الإنجليزية)
- دييغو غودوي على موقع Soccerway.com (الإنجليزية)